# صفی‌الله مسلم
صفی‌الله مسلم (زاده ۱۳۵۰ ولسوالی ارگو بدخشان) سیاستمدار افغانستان و نماینده مردم بدخشان در دوره شانزدهم مجلس نمایندگان می‌باشد. ایشان در مجلس شانزدهم نمایندگان افغانستان عضو کمیسیون منابع طبیعی و محیط زیست می‌باشد.

## زندگی‌نامه
صفی‌الله مسلم زاده ۱۳۵۰ از ولسوالی ارگو ولایت بدخشان می‌باشد. ایشان تحصیلات مدرسه‌ای خود را در لیسه کوکچه ولسوالی ارگو به پایان رسانید و دارای مدرک لیسانس حقوق و علوم سیاسی می‌باشد. ایشان پس از سقوط طالبان در تجارت مشغول به فعالیت بوده و رئیس کمپانی حمید مسلم نیز می‌باشد.

## دیگر فعالیت‌ها
- فعالیت تجارتی و رئیس شرکت حمید مسلم.[۱]